# Axa Assistance
AXA Assistance – przedsiębiorstwo świadczące usługi assistance, prowadzące działalność w niemal wszystkich krajach świata, na pięciu kontynentach. Zapewnia usługi assistance oraz tworzy ubezpieczenia w czterech głównych liniach biznesowych:
- podróż,
- samochód,
- zdrowie,
- dom.

AXA Assistance jest częścią AXA Group.

## AXA Assistance w Polsce
AXA Assistance istnieje na polskim rynku od 1994 roku. Od początku swojej działalności współpracuje z klientami korporacyjnymi, opracowując rozwiązania dostosowane do ich potrzeb, a w 2014 roku rozpoczęła bezpośrednią sprzedaż produktów adresowanych do klientów indywidualnych, oferując następujące ubezpieczenia:
- ubezpieczenie turystyczne,
- ubezpieczenie medyczne MediPlan,
- ubezpieczenie medyczne Casco MediPlan,
- ubezpieczenie zdrowotne cudzoziemców
- ubezpieczenie dla turystów medycznych[1][2].

## Ubezpieczenie assistance
W ubezpieczeniu assistance zamiast wypłaty odszkodowania ubezpieczony otrzymuje realną pomoc organizowaną przez wyspecjalizowane centrum pomocy działające cały czas. Usługi stają się coraz bardziej popularne, nie tylko w Polsce. Do najbardziej znanych usług assistance należą assistance podróżny i samochodowy. Jednocześnie coraz bardziej popularne stają się usługi assistance medycznego i domowego.

## Nagrody i wyróżnienia
W 2017 r. marka AXA dziewiąty raz z rzędu została uznana za najlepszą markę ubezpieczeniową świata w rankingu Best Global Brands.